# Liste der Monuments historiques in Les Étangs
Die Liste der Monuments historiques in Les Étangs führt die Monuments historiques in der französischen Gemeinde Les Étangs auf.

## Liste der Bauwerke
| Bezeichnung        | Beschreibung                                                                            | Standort                    | Kennzeichnung | Schutzstatus | Datum | Bild |
| ------------------ | --------------------------------------------------------------------------------------- | --------------------------- | ------------- | ------------ | ----- | ---- |
| Château des Étangs | Burganlage, 14. Jahrhundert, mehrfach zerstört; im 18. Jahrhundert zum Schloss umgebaut | 2 rue de la Vignotte (Lage) | PA57000028    | Inscrit      | 2004  |      |

## Liste der Objekte
| Bezeichnung                              | Beschreibung                                                                       | Standort                              | Kennzeichnung | Schutzstatus | Datum | Bild |
| ---------------------------------------- | ---------------------------------------------------------------------------------- | ------------------------------------- | ------------- | ------------ | ----- | ---- |
| Gemälde Christi Geburt                   | Ölfarbe auf Leinwand, 18. Jahrhundert                                              | in der Kirche St-Jean-Baptiste (Lage) | PM57000115    | Classé       | 1982  |      |
| Gemälde Beweinung Christi                | Ölfarbe auf Leinwand, vergoldeter Holzrahmen, 18. Jahrhundert; nach Jacob Jordaens | in der Kirche St-Jean-Baptiste (Lage) | PM57000117    | Classé       | 1982  |      |
| Gemälde Mariä Verkündigung               | Ölfarbe auf Leinwand, 17. Jahrhundert                                              | in der Kirche St-Jean-Baptiste (Lage) | PM57000114    | Classé       | 1982  |      |
| Gemälde Die Predigt Johannes des Täufers | Ölfarbe auf Leinwand, 17. Jahrhundert                                              | in der Kirche St-Jean-Baptiste (Lage) | PM57000116    | Classé       | 1982  |      |